# Usina Termelétrica Jaguatirica II
A Usina Termelétrica Jaguatirica II é uma usina de energia localizada no município de Boa Vista, no estado de Roraima.

## Histórico
Em 1999, foi constatada a existência de uma nova reserva de gás natural no Amazonas. O Campo do Azulão, localizado entre os municípios de Silves e Itapiranga, foi declarado comercial em 2004, e vendido pela Petrobrás para a Eneva em novembro de 2017 por US$ 54,5 milhões.
Em 2019, foi realizado o Leilão dos Sistemas Isolados n°01/2019, no qual a termelétrica foi vencedora.
A produção do Campo Azulão foi iniciada em maio de 2021. Havia o projeto de fornecer combustível para a Usina Termelétrica Jaguatirica II.
Em setembro de 2021, a Eneva inaugurou a Unidade de Tratamento de Gás (UTG) Azulão no município de Silves, no interior do Amazonas, no projeto integrado Azulão-Jaguatirica. Foi primeira área produtora de gás na Bacia Sedimentar do Amazonas.
Após a produção e tratamento, o gás é liquefeito e  transportado em tanques criogênicos por cerca de 1.100 km até Boa Vista. Lá, o gás passa pelo processo de regaseificação e utilizado como combustível para geração de energia.
Em fevereiro de 2022, depois de autorização da Aneel (Agência Nacional de Energia Elétrica), a primeira unidade geradora da termelétrica entrou em operação.
Em março de 2022, entrou em operação a segunda unidade. Em maio, a terceira unidade entrou em operação.
A usina recebeu R$ 425 milhões em investimentos.
Com a entrada em operação, espera-se  uma redução de aproximadamente 30% das emissões de CO² e  uma queda no custo médio de geração de energia no estado, dependente de termelétricas movidas a diesel. Em 2022, a usina foi responsável por gerar 390 mil MWh de energia elétrica.

## Capacidade energética
A Usina Termelétrica Jaguatirica II tem potência instalada de 141 MW, sendo composta por três unidades geradoras. Cada unidade geradora da usina tem 48,65 MW de capacidade.
É a maior usina de energia do estado.